# Plateau van Crapoel

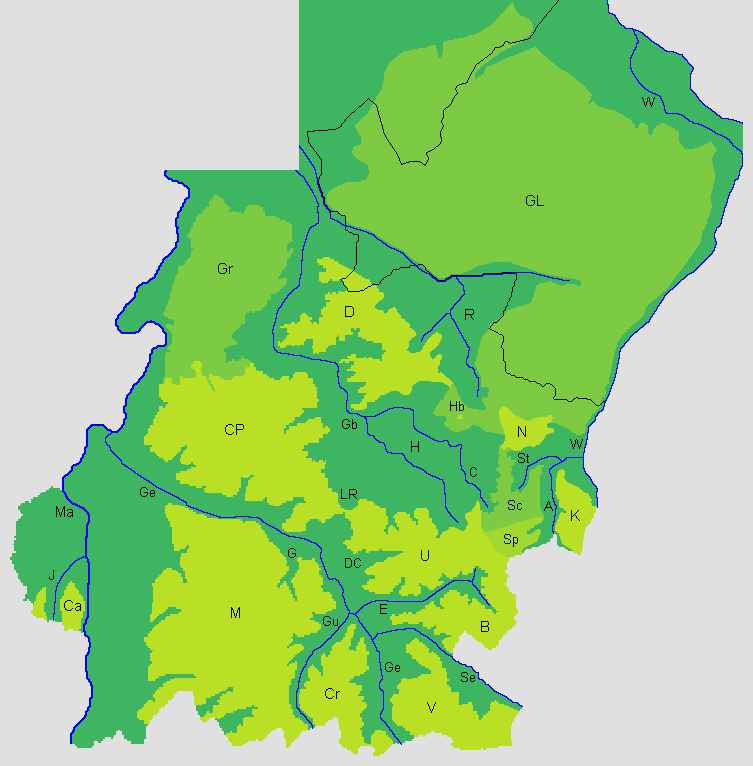
Cr. Plateau van Crapoel

Het Plateau van Crapoel of Plateau van Eperheide is een plateau in de Belgische provincies Limburg (gemeente Voeren) en Luik (gemeente Plombières) en onderdeel van het Heuvelland in Nederlands Zuid-Limburg (gemeente Gulpen-Wittem).
Het is ontstaan door de erosie van omliggende rivieren en beken. Het gebied is een golvende laagvlakte dat langzaam afloopt richting het noorden. Ze strekt zich in Nederland uit van de Gulperberg in het noorden, Heijenrath in het zuidwesten, Eperheide in het zuidoosten en Schweiberg in het oosten. Andere buurtschappen op het plateau zijn Kosberg, Landsrade en Crapoel. De gemiddelde hoogte is circa 200 meter boven NAP.
Het plateau wordt aan de westzijde begrensd door het Gulpdal en aan de oostzijde door het Geuldal. In het zuiden vervolgt het plateau zich over de grens in België en loopt het door om even ten noorden van de plaats Homburg te eindigen. Ten zuiden van het uiteinde van die heuvelrug ligt de vrijstaande Schaesberg. Aan de overzijde van de Gulp ligt het Plateau van Margraten en aan de overzijde van de Geul het Plateau van Vijlen.
Op de hellingen liggen hellingbossen, waaronder het Roebelsbosch, Groote Bosch, Wagelerbosch, Dunnenbosch, Schweiberger Bosch, Kruisbos, De Molt, het Onderste Bosch, het Bovenste Bosch en het Beusdalbos. Onder het Beusdalbos gaat de Tunnel van Remersdaal door.

## Geschiedenis
Vroeger was het gehele Plateau van Crapoel begroeid met een groot bos. In de 19e eeuw werd dit gefaseerd gekapt waarbij het Groote Bosch hiervan nog is overgebleven.
In 1929 werd op het plateau een tientallen meters diepe waterput aangelegd, de waterput Landsrade, om bij het diepe grondwater te komen voor de drinkwatervoorziening hier op het plateau.
In 1956 werd op een deel van het plateau de golfbaan van De Zuid Limburgse Golf- en Countryclub Wittem aangelegd.

## Dalen
Het plateau wordt ingesneden door verschillende beekdalen en droogdalen. Aan de oostzijde wordt het plateau ingesneden door het dal van de Landeus. Deze beek ontspringt pas laat in het dal. Een zijtak van deze beek heeft hogerop ongeveer halverwege van het dal zijn bron. Aan de zuidzijde van het dal van Landeus ligt de helling Schweiberg en daar weer te zuiden van ligt een ander dal, waarin vrij laag de Nutbron ontspringt. Weer zuidelijker ligt het kleine dal van de Paulusbron die in Epen ontspringt.
Aan de westzijde van het plateau snijdt het Pesakerdal in op het plateau.

## Geologie
Het plateau is door eeuwenlange erosie van verschillende rivieren uitgesneden in het landschap. Dicht onder het oppervlak bevindt zich de Formatie van Gulpen. Uit deze formatie wordt bijvoorbeeld in de Groeve Bovenste Bosch de Kalksteen van Beutenaken ontsloten.
Bij Crapoel liggen boven op de Formatie van Gulpen de zeldzame erosieresten van de afzettingen van de Oostmaas die hier in het Kwartair stroomde. Deze erosieresten zijn zichtbaar in de Groeve Crapoel en de Groeve Bissen.